# Japanagromyza loranthi
Japanagromyza loranthi este o specie de muște din genul Japanagromyza, familia Agromyzidae, descrisă de Spencer în anul 1966. Conform Catalogue of Life specia Japanagromyza loranthi nu are subspecii cunoscute.